# Royaux de Montréal
Die Royaux de Montréal (vollständiger Name Royal Montreal Hockey Club, englisch Montreal Royals) war ein Eishockeyverein aus der kanadischen Stadt Montreal, der 1933 gegründet wurde und bis 1961 existierte. Dessen Seniorenabteilung nahm unter anderem von 1959 bis 1961 an der Eastern Professional Hockey League teil.

## Geschichte
Der Verein hatte sowohl eine Juniorenabteilung als auch eine Seniorenabteilung. Die Junior Royals spielten in der Quebec Junior Hockey League. Die Finalspiele um die Ostkanadische Meisterschaft erreichten sie 1933, 1941, 1944, 1945 und 1949. 1941 gelang der Mannschaft der Sieg in den Spielen um die Ostkanadische Meisterschaft – aber die Mannschaft unterlag den Winnipeg Rangers in den Finalspielen um den Memorial Cup. 1949 gelang der Mannschaft nochmals der Sieg in den Finalspielen um die Ostkanadische Meisterschaft und diesmal auch der Sieg in den Finalspielen um den Memorial Cup, der wichtigste Trophäe im Kanadischen Junioren Eishockey.
Auch die Seniorenmannschaft war erfolgreich. Zunächst spielten die Senior Royals in der Quebec Amateur Hockey Association (1933 bis 1944), von 1945 bis 1953 in der Ligue de hockey senior du Québec, in der sie 1945 und 1946 die Meisterschaft gewinnen konnten. 1953 bis 1959 spielten sie in der Nachfolgeliga Ligue de hockey du Québec, wo sie 1956 – und in den Finalspielen um die Edinburgh Trophy dem Sieger der WHL-Vertreter Winnipeg Warriors unterlagen – und 1959 zu Meisterehren kamen. Zuletzt spielten sie 1959 bis 1961 in der Eastern Professional Hockey League, wo 1960 nochmals der Meistertitel erreicht wurde. 1947 konnten sie zudem den Allan Cup gewinnen.

## Bekannte Spieler
- Pete Morin[8]
- Ken Mosdell
- Guy Rousseau[9]
- Dollard St. Laurent